# Margaretamys parvus
Margaretamys elegans is een knaagdier uit het geslacht Margaretamys dat voorkomt op Gunung Nokilalaki in het midden van Celebes, in bergregenwoud.
M. parvus is de kleinste soort van zijn geslacht en heeft een korte, dichte, zachte vacht. De rug is roodbruin, de buik donkergrijs. De staart is zeer lang. Verder lijkt hij op de andere soorten. De kop-romplengte bedraagt 96 tot 114 mm, de staartlengte 154 tot 184 mm, de achtervoetlengte 23 tot 25 mm en de oorlengte 19 tot 20 mm. Mannetjes zijn groter dan vrouwtjes.